# 벨 미디어
벨 미디어(영어: Bell Media)는 캐나다의 매체 기업이다. BCE(통신회사 벨 캐나다의 소유주인 벨 캐나다 엔터프라이즈)의 매스미디어 자회사인 캐나다 미디어 대기업이다. 운영에는 국영 TV 방송 및 제작(CTV 및 CTV 2 텔레비전 네트워크 포함), 라디오 방송(iHeartRadio Canada를 통해), 디지털 미디어(크레이브 포함) 및 인터넷 자산(현재는 없어진 Sympatico 포털 포함)이 포함된다.
벨 미디어는 캐나다 최초의 민간 부문 TV 방송사 중 하나인 뱃슨 브로드캐스팅(Baton Broadcasting, 이후 CTV)의 후속 기업이다. 회사는 1960년에 텔레그램 코퍼레이션(Telegram Corporation)으로 설립되었다. BCE는 2006년에 지분 대부분을 매각했지만(이후 2007년 회사 이름을 CTVglobemedia Inc.로 변경), 2011년 BCE는 회사 전체(The Globe and Mail 제외)를 인수하고 사명을 벨 미디어(Bell Media Inc.)로 변경했다.

## 같이 보기
- 벨 캐나다
- 와일드브레인
- 코러스 엔터테인먼트
- 캐나다 방송 협회